# Jo Cornu
Jozef (Jo) Cornu (Kemzeke, 15 november 1944) is een Belgisch bedrijfsleider en bestuurder. Hij was CEO van beeldverwerkingsgroep Agfa-Gevaert en topman van de NMBS.

## Levensloop

### Opleiding
Jo Cornu studeerde aan de Katholieke Universiteit Leuven af als burgerlijk ingenieur elektrotechniek en werktuigkunde, om vervolgens een doctoraat elektronica te behalen aan de Carleton University in het Canadese Ottawa.

### Carrière
Van 1982 en 1984 was hij CEO van Mietec, een microchipspecialist uit Oudenaarde, en vervolgens tot 1987 general manager van Bell Telephone. Van 1988 tot 1995 was hij lid van het directiecomité van Alcatel en van 1995 tot 1999 operationeel directeur van Alcatel Telecom. Vervolgens werd hij adviseur van de voorzitter van de raad van bestuur van Alcatel.
In 2002 maakte Cornu zijn intrede in de raad van bestuur van beeldverwerkingsgroep Agfa-Gevaert. In november 2007 werd hij er CEO in opvolging van Ludo Verhoeven.
Van november 2007 en mei 2010 was hij er CEO. In april 2010 volgde Christian Reinaudo hem in deze functie op. Vervolgens werd hij voorzitter van de raad van bestuur van energiebedrijf Electrawinds, een functie die hij tot november 2013 uitoefende en neerlegde wanneer hij gedelegeerd bestuurder van de NMBS werd. Verder bekleedde hij bestuursmandaten bij Barco, Belgacom en KBC. Ook had hij in 1999 René De Feyter opgevolgd als voorzitter van de raad van bestuur van Uitgeversbedrijf Tijd.
Daarnaast is Jo Cornu ook buiten het bedrijfsleven actief. Tussen 2005 en 2007 was hij voorzitter van ISTAG (Information Society Technologies Advisory Group) van de Europese Commissie, en van maart 2007 tot januari 2008 was hij voorzitter van Medea+, de Eureka-cluster voor micro-elektronica-onderzoek in Europa.
In 1982 werd Cornu schepen voor de lokale lijst Gemeentebelangen in Stekene.

### NMBS
In september 2013 werd Jozef Cornu door vicepremier Johan Vande Lanotte en de regering aangeduid om topman van de NMBS te worden, in de plaats van Frank Van Massenhove, die vanwege gezondheidsproblemen afhaakte alvorens het mandaat te hebben opgenomen. Hij volgde daarbij Marc Descheemaecker op, die zo'n 10 jaar aan het hoofd stond van de NMBS. Cornu stapte na zijn aanstelling op als voorzitter van Electrawinds, dat enkele dagen later in vereffening ging. Zijn mandaat als NMBS-bestuurder startte in november 2013 en eindigde begin maart 2017, nadat hij reeds einde 2014 informeel had aangegeven te willen stoppen.
Op 28 april 2016 had de toen 71-jarige Jo Cornu ook formeel te kennen gegeven zijn mandaat van 6 jaar voortijdig te willen afgeven. In december 2016 stelde de regering Sophie Dutordoir aan als opvolgster. Ze heeft Cornu op 7 maart 2017 afgelost.